# یواس‌اس کالدونیا (۱۸۱۲)
یواس‌اس کالدونیا (۱۸۱۲) (به انگلیسی: USS Caledonia (1812)) یک کشتی آمریکایی بود که حجم بارگیری آن ۱۸۰ بود. این کشتی در سال ۱۸۰۷ ساخته شد.